# Raymonde Canolle
Raymonde Maria Canolle, född 9 augusti 1904 i Nice departementet Alpes-Maritimes, död 17 oktober 1975 i Nice, var en fransk friidrottare med löpgrenar som huvudgren. Canolle var en pionjär inom damidrott, hon deltog i flera franska mästerskap i friidrott och blev medaljör vid de första Internationella spelen i friidrott för damer Damolympiaden 1921 i Monte Carlo.

## Biografi
Raymonde Canolle föddes 1904 i Nice i regionen Provence-Alpes-Côte d'Azur i sydöstra Frankrike. I ungdomstiden blev hon intresserad av friidrott och gick med i idrottsföreningen "Riviera Sports de Nice" (Nice FS) 1920, 1921 övergick hon till  "Avant Garde Gauloise de Nice" (ACG Nice). Hon tävlade främst i kortdistanslöpning 60-300 meter och stafettlöpning samt häcklöpning men var även aktiv i höjdhopp. Canolle var flerfaldig fransk mästare.
1920 deltog Canolle i sina första franska mästerskap (Championnats de France d'Athlétisme - CFA) då hon tog guldmedalj i löpning 80 meter och i löpning 300 meter vid tävlingar 4 juli på Jean-Bouinstadion i Paris. Hon tävlade ven i häcklöpning dock utan att nå medaljplats.
1921 deltog hon vid Damolympiaden 1921 i Monte Carlo, under tävlingarna vann hon bronsmedalj i stafettlöpning 4 x 200 meter (i landslaget Equipe nationale FFFSA med Alice Gonnet, Raymonde Canolle som andre löpare, Antonine Mignon och Paulette de Croze). Hon tävlade även i löpning 60 m där hon tog guld i 60 m Consolation ("tröstlopp") och 250 m och i häcklöpning dock utan att nå medaljplats.
Vid franska mästerskapen 19 juni samma år på Stade du Metropolitan i Colombes vann hon silvermedalj i löpning 300 meter.
1922 deltog Canolle vid Damspelen 1922 åter i Monte Carlo. Hon tävlade i löpning 250 meter men blev utslagen under kvaltävlingarna.
Senare drog Canolle sig tillbaka från tävlingslivet.